# خسرو شاه الجستني
خسرو شاه آخر أمراء بني جستان من عام 972 إلى حوالي عام 1004. وكان قد خلف والده مناذر. كلمتا "خسرو" (وهي تعريب لكلمة كسرى) و"شاه" كلمتان فارسيتان تعنيان "ملك".

## فترته
خلال فترة حكم خسرو شاه، ازدهرت العلاقات بين البويهيين؛ فقد ساعد الأمير البويهي عضد الدولة في حملاته بتعزيزه بقوات الديلم. وعندما مرض خسرو شاه، أرسل عضد الدولة أحد أطبائه، بختيشوع، لعلاجه. تزوج عضد الدولة أخت خسرو شاه، التي أنجبت له تاج الدولة أبو الحسين أحمد [الإنجليزية] وضياء الدولة أبو طاهر فيروز شاه [الإنجليزية]. كان شقيق خسرو شاه فولاذ بن مناذر ضابطًا بويهيًّا بارزًا ذو نفوذ كبير في بلاط البويهيين في بغداد.
توفي خسرو شاه حوالي عام 1004. اسم خلفه غير معروف، لكن السلالة استمرت في الحكم في رودبار حتى أواخر القرن الحادي عشر.